# Artilleriewerk Chillon

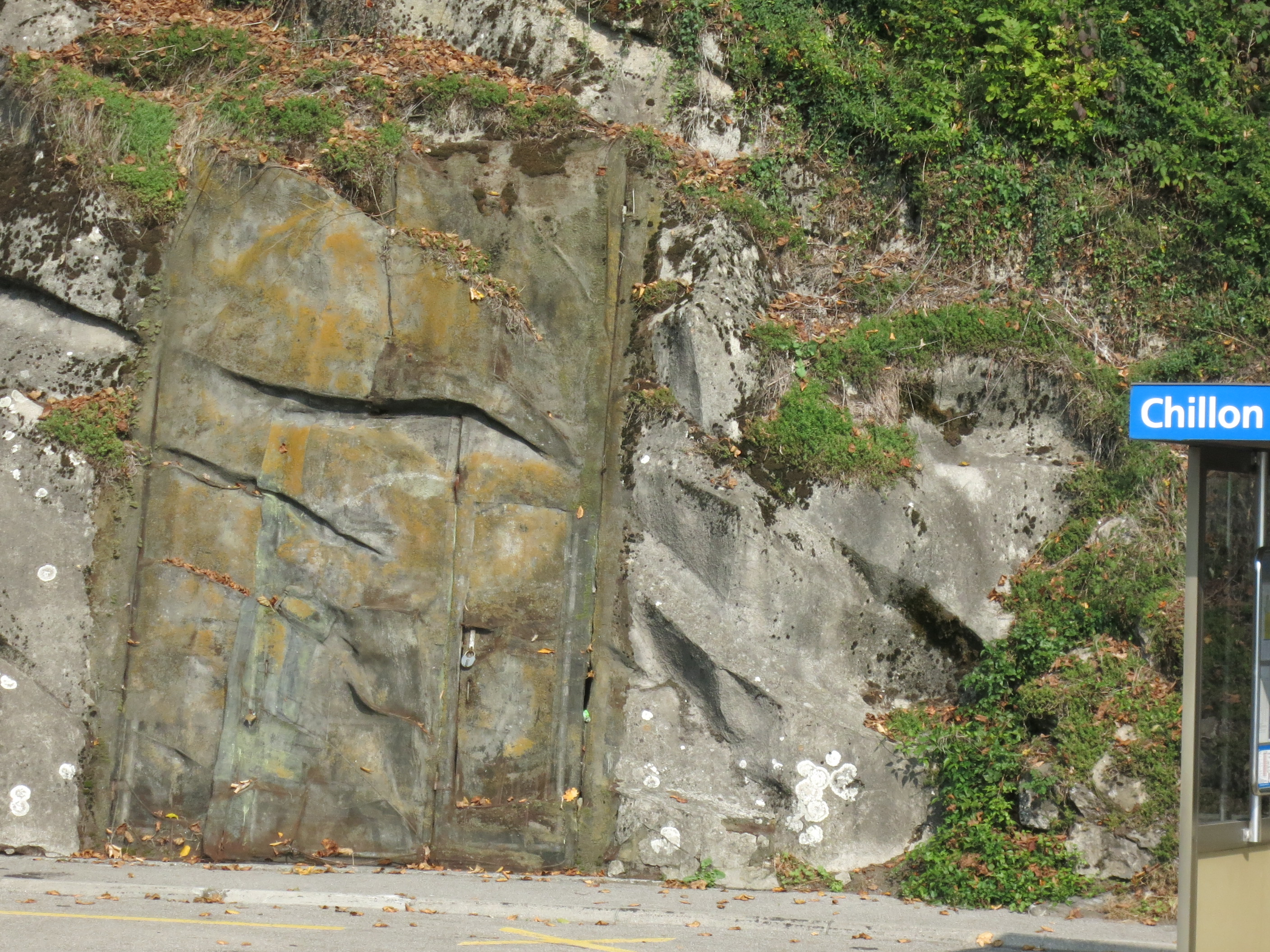
Artilleriewerk Chillon Eingang

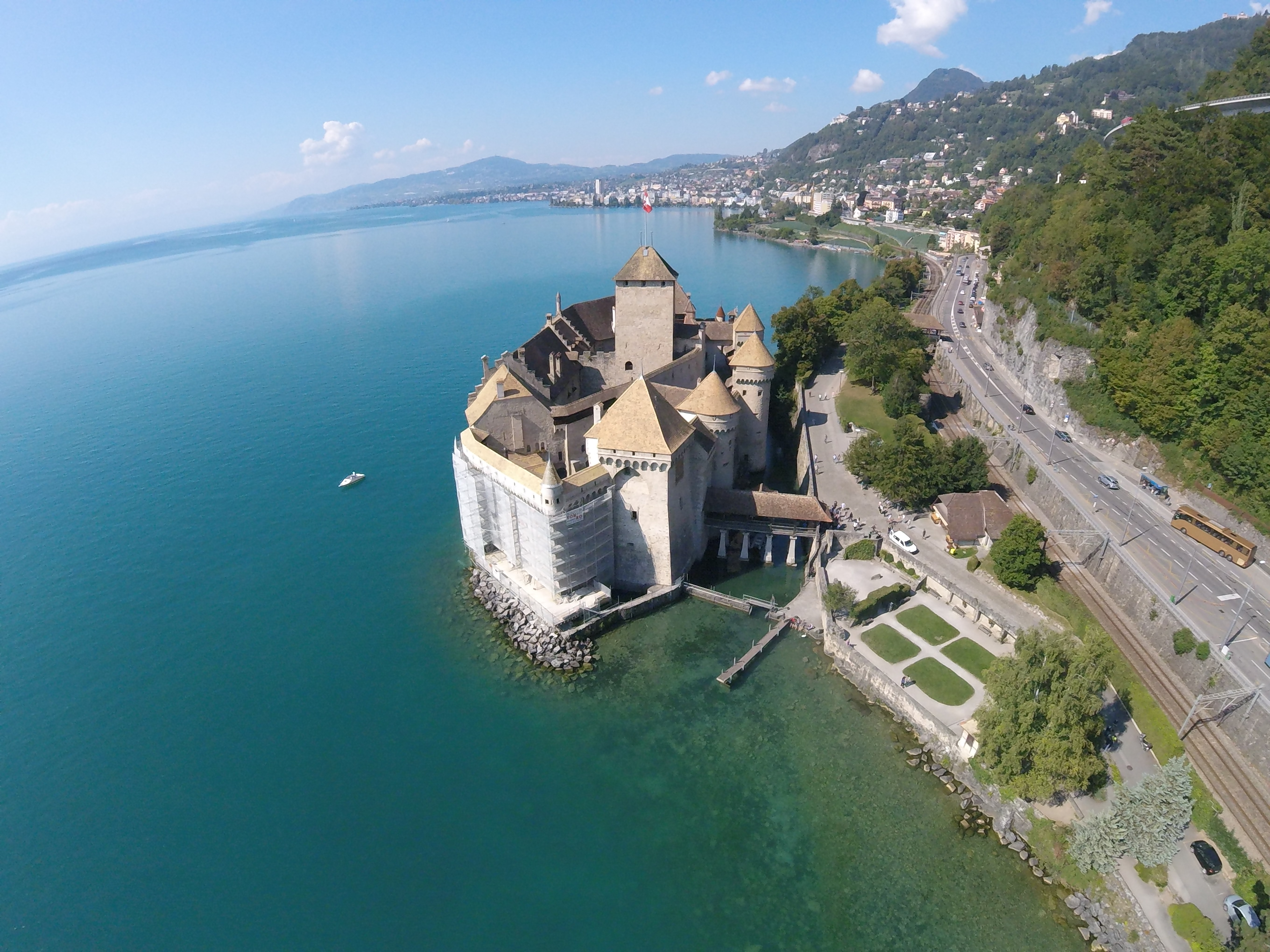
Sperrstelle Chillon

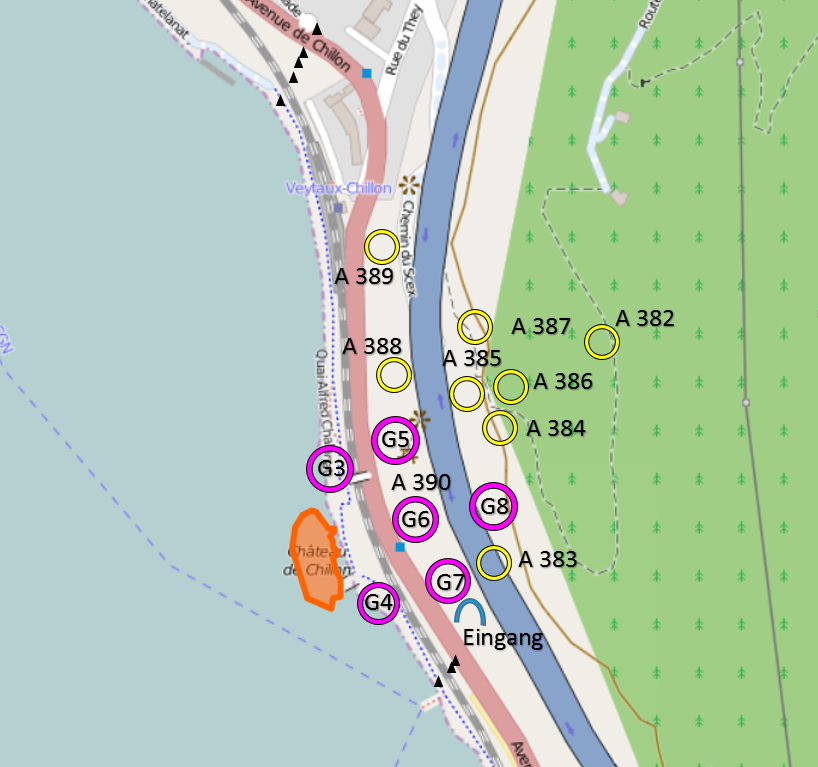
Sperrstelle Chillon: pink = Artilleriegeschütze, gelb = Infanteriebunker, blau = Autobahn A9

Das Artilleriewerk Chillon (Armeebezeichnung A 390) der Schweizer Armee befindet sich beim Schloss Chillon am Ostufer des Genfersees auf dem Gebiet der Gemeinde Veytaux im  Bezirk Riviera-Pays-d’Enhaut im Kanton Waadt. Das 1941 gebaute Werk wurde 1994 Ausserdienst gestellt und 2001 aus der Geheimhaltung entlassen.

## Geschichte
1862 erstellte Oberst Aubert eine Studie zur Sperrung der Simplonachse beim Schloss Chillon. Den Anstoss zum Bau des Werks gab die von General Guisan befohlene neue Armeestellung im Reduit (Operationsbefehle Nr. 11, 12, 13). Das Artilleriewerk Chillon diente zur Verstärkung der Verteidigungslinie Genfersee – Grosser St. Bernhard (Festungsgebiet Saint-Maurice).
Die Sperrstelle Chillon wurde durch die Gebirgsbrigade 10 in der Engnis beim Schloss errichtet. Zu Beginn des Aktivdienstes 1939 wurden Feldbefestigungen im Schlossgarten erstellt.
1942 erreichte das Feuer der Festung Dailly nur den Süden von Aigle und konnte die obligaten Strassendurchgänge beim Schloss Chillon und Saint-Gingolph (Fenalet) nicht abdecken. Das Artilleriewerk Chillon konnte bis Saint-Gingolph und die Porte-du-Scex (Vouvry) schiessen. Das Feuer des Artilleriewerks Champillon erreichte Chillon und Saint-Gingolph und bildete eine Ergänzung zum Artilleriewerk Chillon. Ab 1962 konnten die neuen zwei 15 cm Turmkanonen von Dailly die Passage von Chillon, aber nicht diejenige von Saint-Gingolph erreichen.

## Artilleriewerk Chillon

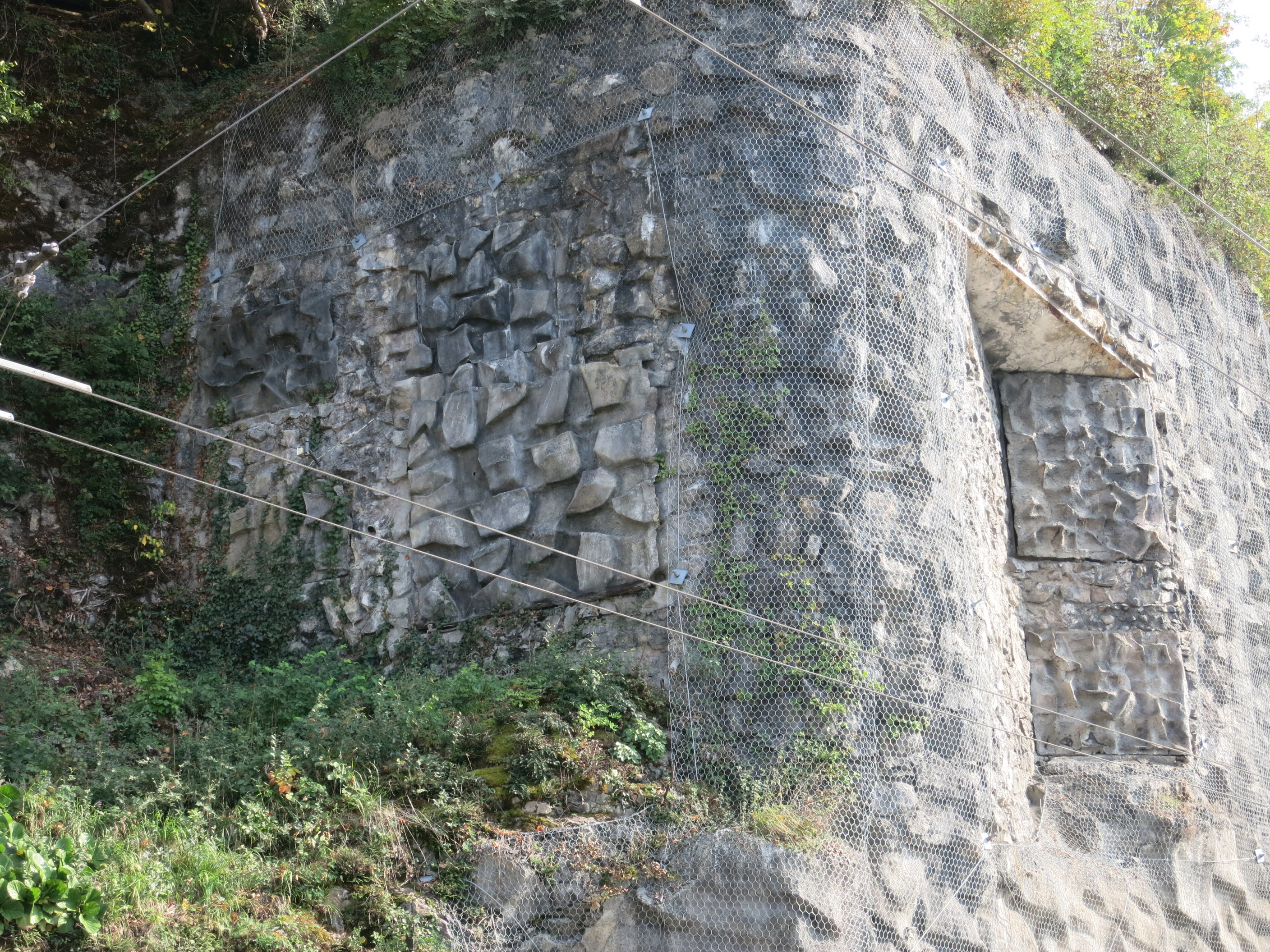
Scharten G5 des Artilleriewerks Chillon

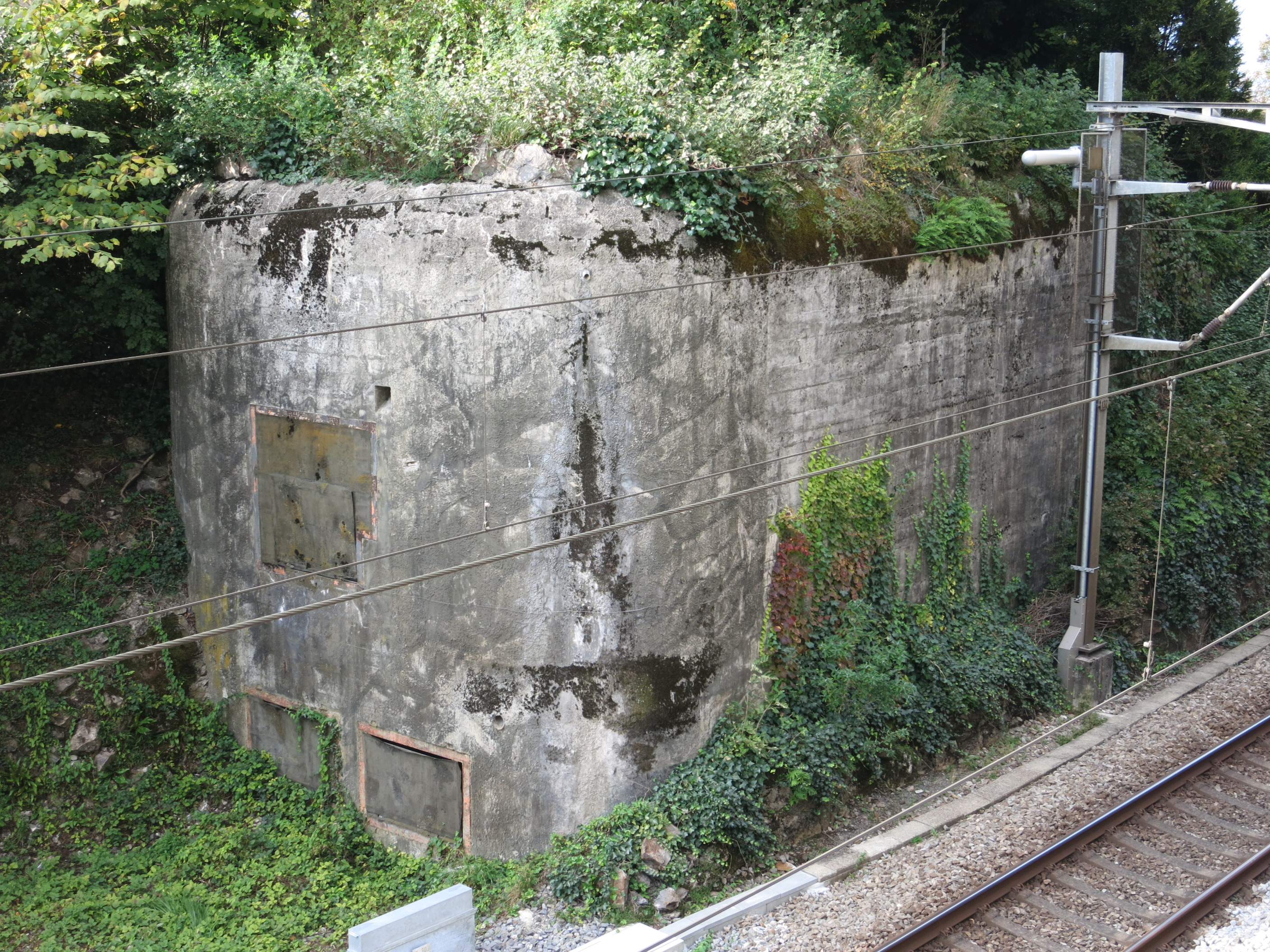
Panzerabwehrgeschütz G4 Chillon Süd

Im Januar 1941 wurde mit dem Bau des Artillerie- und Infanteriewerk im Fels gegenüber dem Schloss begonnen und Mitte 1941 war der Hauptteil fertig. Ein Stollen ging unter der Kantonsstrasse und Bahnlinie hindurch zu den neben der Bahnlinie gebauten zwei Kasematten (Richtung Nord und Süd). Das Werk konnte 1942 der Festungsartilleriekompanie 9 übergeben werden.
Die Truppe hatte den Auftrag, die Nord-Süd-Passage beim Artilleriewerk Chillon für die Mobilmachung der Gebirgsbrigade 10 zu sichern, deren Milizangehörige grösstenteils in der Region Saint-Maurice lebten. Die Sprengobjekte wurden durch die Minenkompanie 50 mit Sprengladungen vorbereitet.
Die Bewaffnung bestand aus sechs 7,5 cm Kanonen:
- zwei Geschütze mit Giovanola Speziallafette für Direktschuss (G5 Nord, G7 Süd). Sie wurden 1962 durch 9 cm Panzerabwehrkanonen auf Pivotlafette ersetzt.
- zwei Geschütze mit Giovanola Speziallafette für Artilleriefeuer auf die gegenüberliegende Tal-/Seeseite (G8 Rundbunker, Richtung links Vouvry (West), rechts Saint-Gingolph (Süd)). Diese wurden 1978 zurückgezogen, weil die Aufgabe des Werks von einem Artillerie- in ein Infanteriewerk geändert wurde.
- zwei Panzerabwehrgeschütze auf Pivotlafette (G3 Nord, G4 Süd, auf der Schlossseite entlang des Bahngeleises)

Dazu kamen 5 Maschinengewehre (Mg) 11 mit Wasserkühlung, die 1972 durch Festungsmaschinengewehre 51 ersetzt wurden.
Die Aussenverteidigung bestand aus einem Infanteriewerk (auf halber Höhe zwischen Kantonsstrasse und Champ-Babaud (Montagnette)) sowie Infanteriebunker mit  Maschinengewehren (Rocher de Veytaux 2 Mg, Montagnette 2 Mg, Champ-Babaud 3 Mg und zwei 8,1-cm-Minenwerfer Modell 1933, auf 360° Speziallafette).
Das Werk konnte die Nord-Süd-Passage beim Schloss Chillon mit dem Durchgang vom Chablais und der Riviera sperren, als auch die Strasse von Saint-Gingolph auf der anderen Seeseite kontrollieren.
Die Infrastruktur bestand aus acht Kasematten mit Kanonen (Reichweite bis 11 km) und Maschinengewehren, Munitionsmagazin (1960), Unterkunft für eine Besatzung von 181 Soldaten, Kommandoraum, Telefonzentrale, Küche, Kantinen, Schlafsäle, Krankenzimmer, Stromgeneratoren sowie Wasser- (70'000 Liter) und Treibstoffvorräte (24'000 Liter).
1943 wurde das Werk von der Festungsartilleriekompanie II/4 besetzt, die der Festungsabteilung 4 und dem Festungsregiment 19 der Festungsbrigade 10 unterstellt war. Die Aussenverteidigung wurde durch Teile des Infanterieregimentes 88 übernommen, das ein Infanteriewerk betrieb. Die übrigen sieben Infanteriebunker sowie der gegenüberliegenden Werke Fenalet und Porte du Scex wurden von der Festungskompanie II/4 besetzt.
Mit der Armee 61 übernahm die neu geschaffene Werkkompanie 55 des Infanterieregimentes 5 das Artilleriewerk und die neun Infanteriebunker von 1978 bis 1994. Mit der Armee 95 wurde es stillgelegt.
- Artilleriewerk Chillon A 390, Eingang	 ⊙

## Sperrstelle Chillon

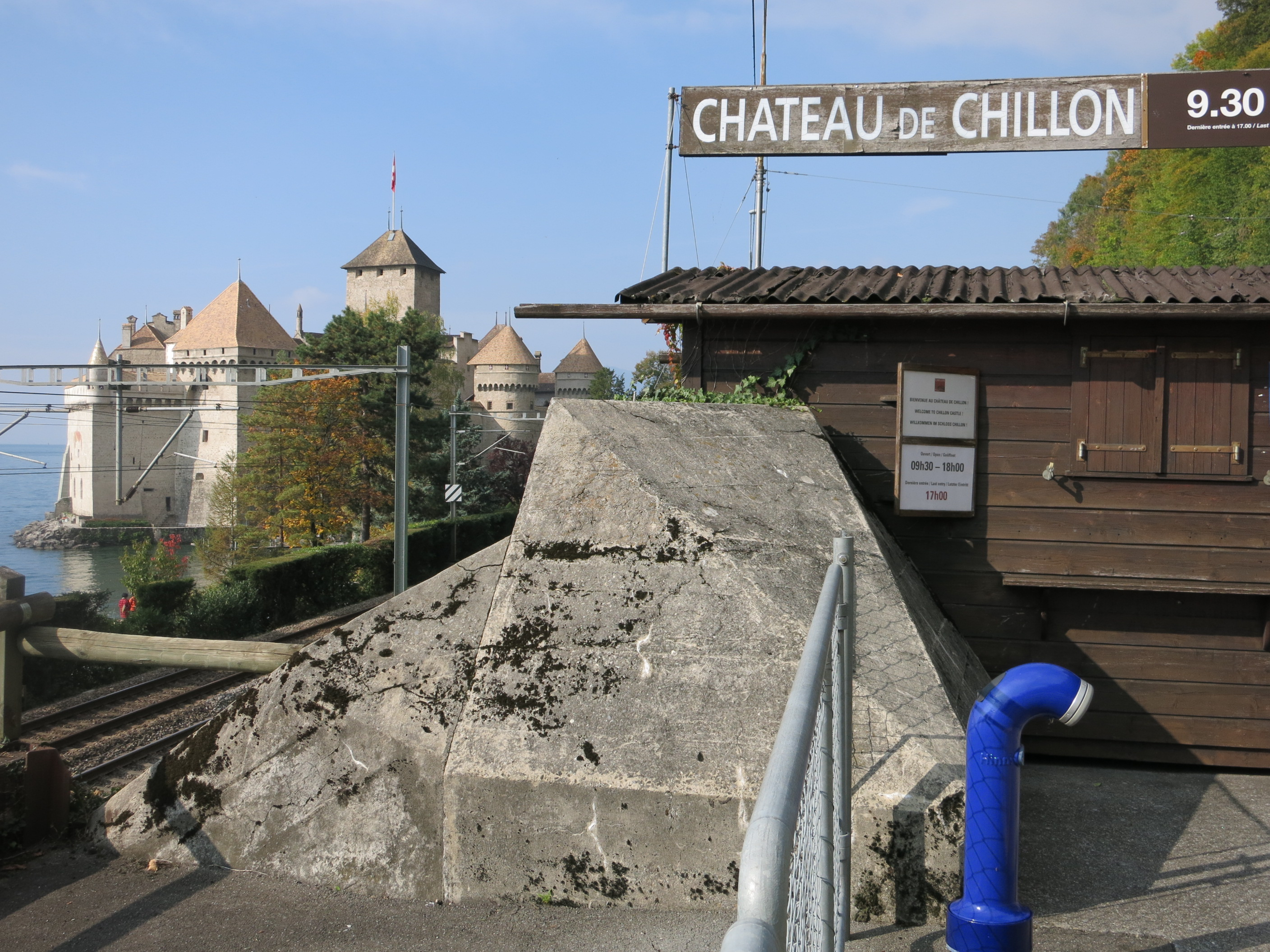
Geländepanzerhindernis T 82 Chillon Süd

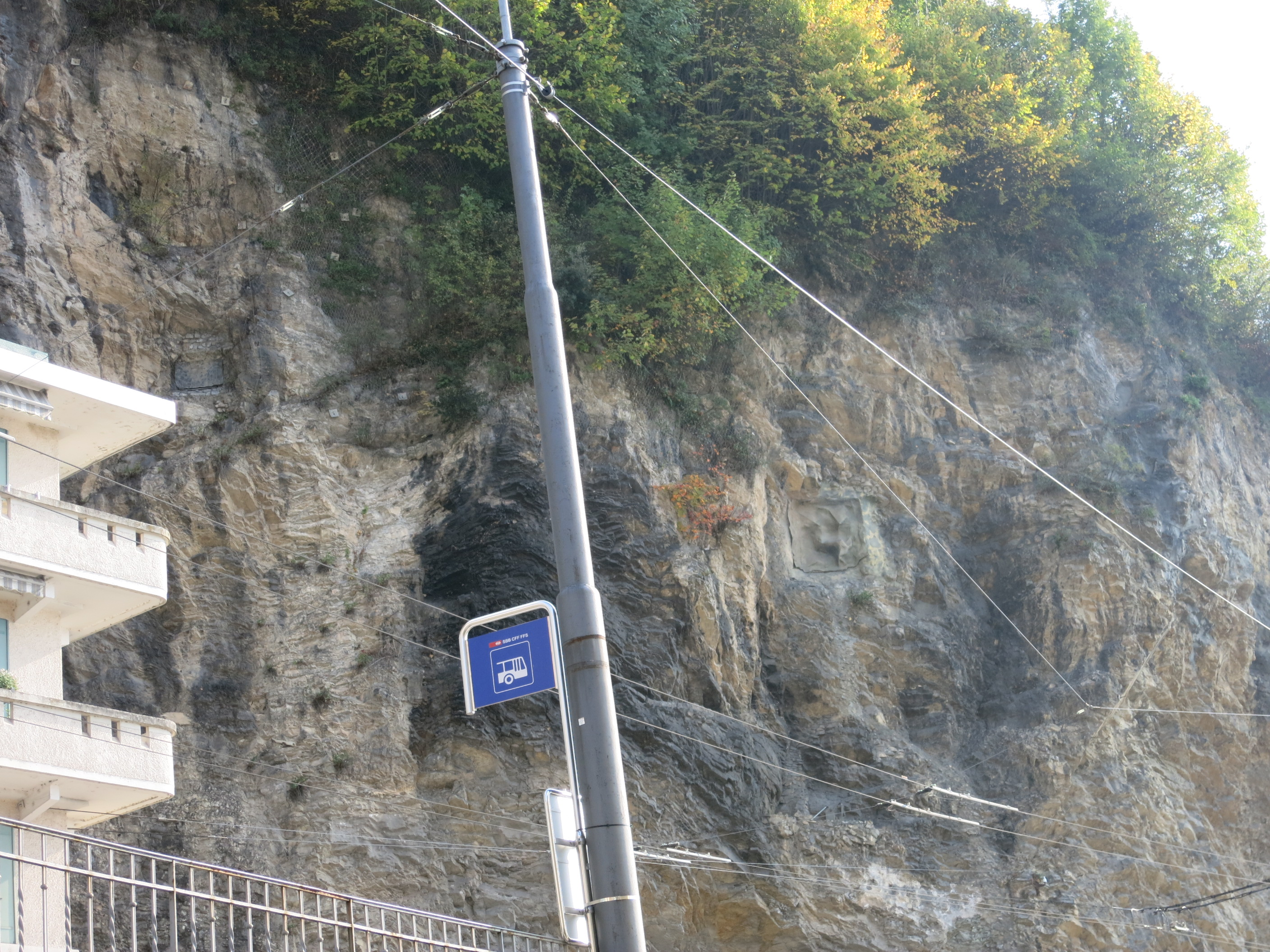
Infanteriewerk A 389

Die Sperrstelle Chillon bestand aus einem Geländepanzerhindernis (GPH T 82) mit zwei Strassensperren nördlich (Richtung Montreux) und südlich (Richtung Villeneuve) des Schlosses Chillon sowie aus acht Infanteriewerken/bunker (Armeebezeichnung A 382–389), Sperren und Hindernissen und hatte Strasse und Bahnlinie zu sichern.
Die südliche Sperre wurde durch den Kampfblock am Schloss gedeckt. Die nördliche Sperre konnte durch zwei Geschützscharten im Fels oberhalb der Sperre verteidigt werden. Ein Geschützstand mit einer Panzerabwehrkanone war auf die Eisenbahnlinie gerichtet. Weitere Sperren dienten zur Unterbrechung der Bahnlinie und als Panzersperren in den Weinbergen, um ein Durchbrechen am Hang zu verhindern.
Die Sperrstelle lag im Einsatzraum (Unterwallis) der Walliser Gebirgsbrigade 10 (ab 1952 Festungsbrigade 10) im Chablais.
Am 25. September 1941 explodierte die Mine eines Sprengobjekts an der Kantonsstrasse auf der Höhe des Artilleriewerks während daneben ein Eisenbahnzug durchfuhr. Die Explosion forderte sieben Todesopfer und zerstörte die Strasse und die Bahnlinie. Dabei entgleiste die Ae 4/7 Nummer 10984, die den Güterzug 5415 beförderte, und wurde schwer beschädigt.

## Sperrstelle Le Fenalet
Die Sperrstelle bildete die erste Sperre am linken Genferseeufer nach der Grenze zu Frankreich bei Saint-Gingolph. Sie bestand aus einem Infanteriewerk mit 9 cm Panzerabwehrkanone und Maschinengewehren sowie einem Sprengobjekt.
- Infanteriewerk «duTonkin» Le Fenalet: 9 cm Pak, Mg ⊙

## Sperrstelle Porte du Scex

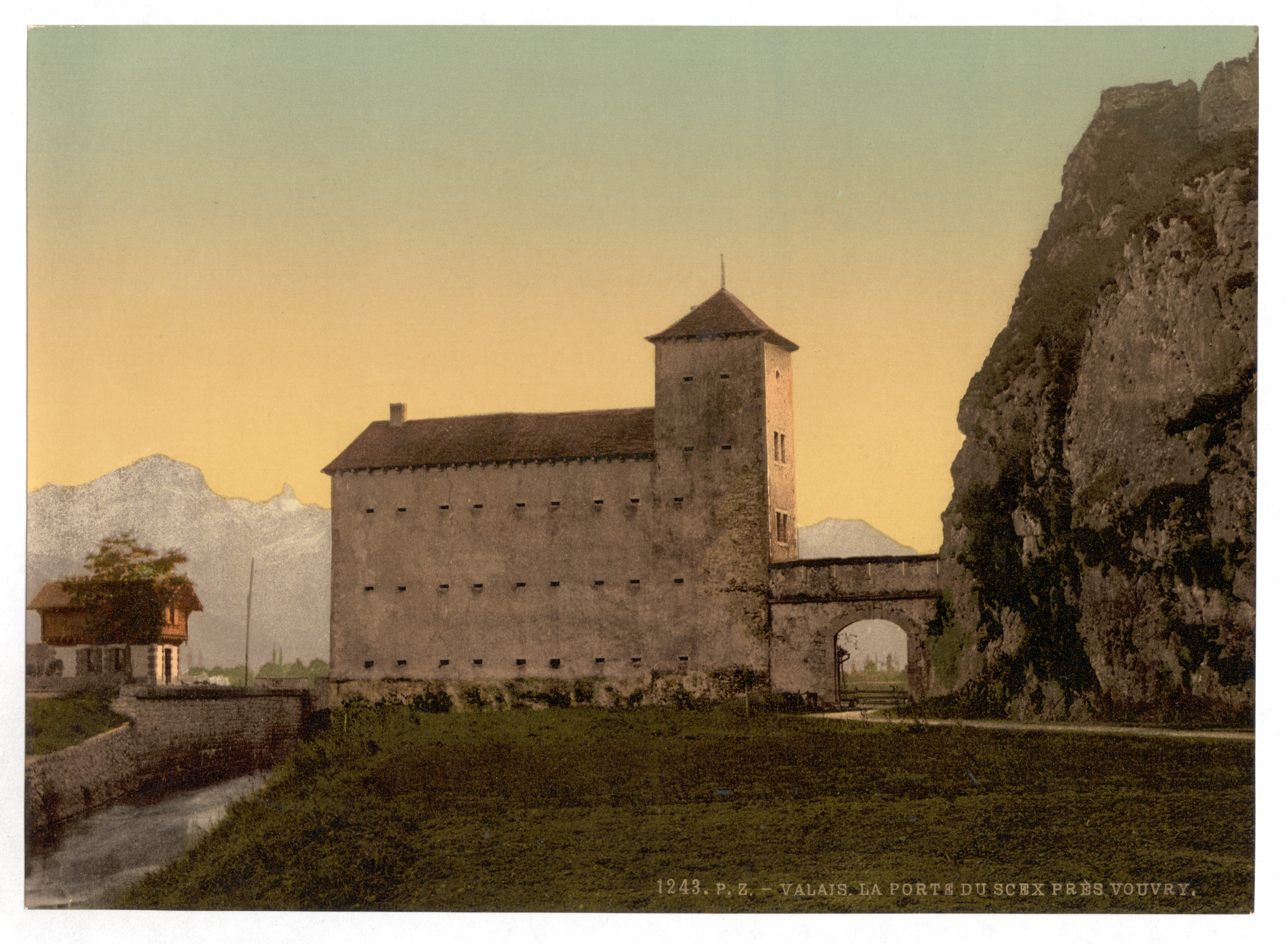
Frühneuzeitliche Sperranlage Porte du Scex von Norden

Die von der Gebirgsbrigade 10 erstellte Sperrstelle befand sich als zweite Sperre an der Strasse von Saint-Gingolph bei der Rhonebrücke Porte-du-Scex und der Burg Porte-du-Scex nördlich von Vouvry. Sie bestand aus dem Geländepanzerhindernis Porte du Scex (GPH), dem Infanteriewerk A 370 und vier Einzelobjekten. Sie sperrte Bahn und Strasse gegen einen Vormarsch aus Frankreich Richtung Wallis und Montreux und hatte auch die erste Rhonebrücke oberhalb des Genfersees zu kontrollieren.
Eine 1937 vom Generalstabschef geplante Panzersperre durch die Ebene mit dem Hauptwerk in der Region Yvorne wurde nie realisiert. Die Sperrstelle Porte du Scex gilt als militärhistorisches Denkmal von nationaler Bedeutung.
- Infanteriewerk A 370 Porte du Scex ⊙
- GPH Porte du Scex ⊙

## Sperrstelle Collombey-St. Triphon
Die Sperrstelle besteht aus drei Centi Bunkern mit Kaliber 10,5 cm.
- Centi-Bunker St.-Triphon Nord A 379 ⊙
- Centi-Bunker St.-Triphon Sud A 398 ⊙
- Centi-Bunker Collombey A 399 ⊙

## Heute
Das Artilleriewerk wurde 2010 von privaten Investoren gekauft und dient heute als Weinkeller und Museum. Es kann auf Anfrage für Gruppenführungen besichtigt werden. Das Werk ist jeden ersten Sonntag im Monat für kombinierte Besuche mit dem Schloss geöffnet.
Am 12. Dezember 2020 wurde das Fort als Festungsmuseum eröffnet.